# Jean Despeaux
Jean Sylvain Despeaux (ur. 22 października 1915 w Paryżu, zm. 25 maja 1989 w Largentière) – francuski bokser, złoty medalista letnich igrzysk olimpijskich  w Berlinie w kategorii średniej. W finale pokonał Henry’ego Tillera.